# Aquitani
Aquitani is de verzamelnaam voor de volken die in de Romeinse provincie Gallia Aquitania woonden en die zich qua taal onderscheidden van de daar eveneens woonachtige Gallische stammen. De Aquitaniërs spraken een taal die nauw verwant was aan het Baskisch. In de eerste eeuw n.Chr. woonden de Aquitaniërs tussen de Garonne in het noorden en de Pyreneeën in het zuiden. In het oosten grensde hun gebied aan Gallia Narbonensis.

## Stammen
- Ausci in het oosten rond Auch
- Basaboiates
- Belendi
- Bercorcates

De stammen der Aquitani

- Bigerriones of Begerri - in het westen van het Franse departement Hautes-Pyrénées (middeleeuwse graafschap van Bigorre)
- Boiates - rond de Arcachonbaai in het noordwesten van het departement Landes)
- Cambolectri Agessinates
- Camponi
- Cocosates (Sexsignani)
- Consoranni
- Convenae, hoofdstad Lugdunum Convenarum, het huidige Saint-Bertrand-de-Comminges
- Elusates in het noordoosten rond Eauze (vroeger Elusa)
- Lassunni
- Latusates
- Monesi
- Onobrisates
- Oscidates Campestres
- Oscidates Montani
- Pinpedunni
- Sennates
- Succasses
- Sotiates in het noorden rond Sos (in het zuiden van het departement Lot-et-Garonne)
- Sybillates - waarschijnlijk rond Soule/Xüberoa; wellicht gelijk aan Caesars Sibuzates?
- Tarbelli (Quatrosignani) aan de kust van de Atlantische Oceaan in het zuiden van het departement Landes, hoofdstad Dax (Aquae Tarbellicae)
- Toruates
- Vasates of Vassei in het noorden rond Bazas (in het zuiden van het departement Gironde)
- Vellates
- Venami